# Sichtwort
Sichtwörter (oft auch Hochfrequenz-Wörter, Dolch-Sichtwörter, Dolch 220, Fangwörter etc.) sind häufig benutzte Wörter, die Kinder beim Lesenlernen als Ganzes visuell erfassen sollen, um sie in Texten von selbst zu erkennen – ohne sie lautieren oder auf andere Weise dekodieren zu müssen. Sichtwörter ersetzten historisch die Ganzwortmethode, die als pädagogisch nicht umsetzbar gilt.
Sichtwörter machen bis zu 75 % der Wörter in Texten zum kindlichen Lesenlernen aus. Der Vorteil für Kinder im automatischen Erkennen dieser Wörter liegt darin, dass sie noch vor dem eigentlichen Lesen identifiziert werden können. So können sich Kinder auf Sinn und Bedeutung des Textes konzentrieren, ohne jedes einzelne Wort dekodieren zu müssen. Theoretiker der Ganzwortmethode glauben, dass die Beherrschung einer möglichst großen Menge solcher Sichtwörter das Lesenlernen stark beschleunigt.
Die Methode, vollständige Wörter visuell zu erlernen, ist vor allem bei solchen Wörtern vorteilhaft, deren Schreibung schwierig ist, die nicht den Regeln für einfaches Lautieren entsprechen und nicht durch Bilder wiedergegeben werden können. Ein häufiges Beispiel im Deutschen ist das Wort „und“.
Mehrere Listen von Sichtwörtern wurden publiziert, darunter die sog. „Dolch-Sichtwörter“ und die „magischen 100 Wörter“. Diese Listen ähneln sich darin, dass sie die Wörter nach der Häufigkeit gruppieren, in denen sie in Anfängertexten vorkommen. Obwohl diese Listen häufig Schnittmengen haben, gibt es Unterschiede in der wahrgenommenen Häufigkeit der Wörter sowie bezüglich Ort und Jahr der Veröffentlichung und der erhobenen Stichproben.
Sichtwörter wurden unter anderem von Rudolf Flesch kritisiert, der die Einführung von Sichtwörtern im Schulunterricht als ursächlich für steigenden Analphabetismus in den USA betrachtete.
Der Begriff „Sichtwörter“ wird oft mit der visuellen Erkenntnis von Wörtern verwechselt, dem Sichtwortschatz, die individuelle Anzahl der Wörter, die eine Person visuell erkennen kann, ohne sie dekodieren zu müssen.